# 演武镇 (梓潼县)
演武镇，原为演武乡，是中华人民共和国四川省绵阳市梓潼县下辖的一个乡镇级行政单位。2018年撤乡设镇。。区划代码改为510725114。2019年12月，将原建兴乡灵珠村、红光村所属行政区域划归演武镇管辖，演武镇人民政府驻杨武街7号。

## 行政区划
演武镇下辖以下地区：
群联村、羊岭村、东山村、河嘴村、红岩村、春光村、园坝村、玉泉村和小亭村。